# Думор, Комла
Комла Афеке Думор (англ.  Komla Afeke Dumor; 3 октября 1972, Аккра, Гана — 18 января 2014, Лондон, Великобритания) — ганский журналист, работавший на «BBC World Service», ведущий программы «Focus on Africa» («Фокус на Африку»).

## Биография
Комла Думор родился 3 октября 1972 года в Аккре, столице Ганы. Его отец, Эрнест Думор, был профессором социологии, а мать, Сесилия, имела степень магистра в области массовых коммуникаций. Его дед Филипп Гбехо, композитор, автор гимна Ганы. Дядя — Виктор Гбехо, юрист и дипломат. Комла учился клинической медицине в Университете Джос, в Нигерии, но уехал в свою родную страну, где со степенью бакалавра социологии и психологии окончил Университет Ганы, а затем получил степень магистра в области государственного управления Гарвардского университета.
В 2001 году взял себе в жёны Квансему. У них родилось трое детей.

### Карьера
В 1997 году начал свою карьеру ведущим утреннего шоу на Joy FM в Аккре, и в 2003 году стал победителем премии «Журналист года» от ассоциации журналистов Ганы.
В 2006 году присоединился к «BBC African Service» в Лондоне в качестве ведущего программы Network Africa. С 2008 по 2012 год вёл программу «The World Today» на «BBC World Service». В 2011 году Думор начал вести передачи «World News» и «Africa Business Report» на телевидении «BBC World News». Когда последняя возобновила вещание в 2013 году, её ведущим стал Лерато Мбеле.
В списке, опубликованном журналом New African в декабре 2013 года, Думор был назван одним из 100 самых влиятельных африканцев — Этот год стал самым продуктивным для Комлы Думора. Ведущий «Focus on Africa», флагмана BBC и первой передачи в мире, рассказывающей о ежедневных новостях на английском языке для африканской аудитории, транслирующейся на «BBC World News», показал новое лицо Африки в глобальном пространстве. Как ведущий на BBC World, Думор оказывает существенное влияние на открытие континента».
Думор был единственным ведущим «BBC World News», выходцем из Западной Африки. По словам Машаля Хусейна, от «BBC Radio 4 Today» и «BBC News», «Комла разработал свой собственный уникальный стиль в эфире, на грани между радио и телевидением, влияя и охватывая Африку через BBC». Питер Хоррокс, директор BBC News описывает Думора, как «ведущего африканского журналиста, рассказывающего историю Африки, какой она есть».
Думор брал интервью у известных личностей своего времени, в частности у Кофи Аннана, Билла Гейтса и Чимаманды Нгози Адичи, вёл репортажи с многих важных событий, в частности с чемпионата по футболу 2010 года в ЮАР, поездки в Африку в 2012 году президента США Барака Обамы, места теракта в Кении, похорон Нельсона Манделы.

### Смерть
Комла Думор скончался 18 января 2014 года от остановки сердца в своем доме в Лондоне, накануне он провёл свой последний эфир. Семья журналиста в своём заявлении сказала: «Думор, Гбехо и другие семьи нашего рода с глубокой скорбью сообщают о кончине нашего любимого Комлы Думора сегодня в Лондоне. У нас сейчас просто нет слов, мы потеряли Комлу. Другие комментарии мы предоставим позже». Руководитель «BBC Global News» Питер Хоррокс сказал, что друзей, родственников и коллег Комлы шокировало это известие. Президент Ганы Джон Махама сообщил в сообщении в твиттере, что Думор был одним из «лучших послов» Ганы и «ведущим исключительного качества и подарком Ганы миру».
3 февраля 2014 года гроб с телом Думора был доставлен в Гану, где был встречен в международном аэропорту Котоки членами семьи, друзьями, государственными деятелями, и членами совета города Афлао, выполнившими некоторые традиционные обряды. Похороны прошли в кафедральном соборе Святого Духа в центре Аккры. Президент Джон Махама почтил память умершего, заявив, что нация потеряла одного из своих лучших представителей.

## Награды
5 ноября 2014 года Комле Демору была посмертно присуждена специальная награда Ассоциации международного вещания за репортёрскую работу. Премия была вручена его вдове Квансеме.